# Muckraker
Als Muckraker (engl. für „Mistkratzer, Schmutzaufwühler, Nestbeschmutzer“) wurden in der Geschichte der Zeitungen der Vereinigten Staaten am Anfang des 20. Jahrhunderts US-amerikanische Journalisten und Schriftsteller bezeichnet, die als Väter und Mütter des investigativen Journalismus gelten können. Ihr Wirken wird in enger Verbindung mit der Ära des amerikanischen Progressivismus gesehen.
Sie enthüllten soziale Missstände, schmutzige Geschäfte, Filz, Vetternwirtschaft und Korruption in Wirtschaft und Politik. Der damalige US-Präsident Theodore Roosevelt bezeichnete diese Journalisten als muckraker, nach einer Figur in John Bunyans Werk The Pilgrim's Progress, dem Man with Muckrake (Mann mit der Mistgabel), der den Kot der Tiere aus einem Stall kratzt. Gott will diesem Mann eine Krone des Glaubens aufsetzen, weil er klaglos und zuverlässig tagtäglich diese schmutzige, aber notwendige Arbeit verrichtet; doch der Man with the Muckrake hat vor lauter Blick nach unten vergessen, wie man nach oben zum Himmel sieht und bemerkt daher Gottes Angebot gar nicht. Die Figur steht für einen Menschen, der so sehr in seinem Alltag aufgeht, dass er Gott vergisst.
Roosevelt bezeichnete die Arbeit der Muckraker als höchst notwendig, ermahnte sie aber, stets bei der Wahrheit zu bleiben. Die Öffentlichkeit verfolgte die Enthüllungen mit wachsendem Interesse, und schließlich entwickelte sich eine Bewegung (muckraking movement), die viele gerichtliche Untersuchungen der Affären und einige gesetzgeberische Reformen bewirkte.
Das bekannteste literarische Werk der Muckraker-Ära ist Der Dschungel von Upton Sinclair. Der investigative Journalismus wurde vorher schon durch Benjamin Flower, Ida Tarbell und Lincoln Steffens vertreten und beeinflusste Sinclair stark. Aber auch das Buch selbst und seine gesetzgeberischen Konsequenzen befruchteten wiederum diese Art des Journalismus. Weitere bekannte Muckraker in der Ära des Progressivismus waren Samuel Hopkins Adams, Nellie Bly und Rheta Childe Dorr.

## Entstehung und Entwicklung des Muckraking
Die Entstehung des Muckraking lässt sich ziemlich präzise in den Beginn des 20. Jahrhunderts einordnen. Roosevelts despektierliche Bezeichnung investigativer Journalisten als Muckraker bezog sich ursprünglich auf die Artikelserie The Treason in the Senate von David Graham Phillips. Philipps bezichtigte die damals hochrangigen Politiker der USA unter anderem, die Belange der reichen Gesellschaftsschichten zu fördern und bestimmte Unternehmen gegen Schmiergelder bei Auftragsvergaben zu bevorzugen. Doch trotz der negativen Bewertung investigativer Tätigkeiten durch Roosevelt entwickelte sich eine intensive Medienbewegung, der sich schon bald eine Vielzahl von Journalisten anschloss. Zudem wich der Begriff ‚Muckraking‘ im Branchenduktus der wohlwollenderen Bezeichnung public service journalism.
Die Dynamisierung des Muckraking wurde von technischen und wirtschaftlichen Veränderungen begünstigt. Das letzte Drittel des 19. Jahrhunderts führte technische Innovationen herbei, die es der Druckereibranche ermöglichten, ihre Druckerzeugnisse massenhaft zu publizieren. Eine umfassende Optimierung des US-amerikanischen Postsystems stellte die Weichen für eine schnellere und praktischer organisierte Verteilung der Druckmedien. Die Reichweite von Print-Publikationen entwickelte sich im letzten Drittel des 19. Jahrhunderts von rund 6 % auf rund 20 % der damaligen amerikanischen Bevölkerung. Die verbesserten Druck- und Verteilungsmechanismen hatten einen Einnahmeanstieg der Tageszeitungen zufolge, die es sich nun leisten konnten, ihrer journalistischen Arbeit mehr Spielraum zu bieten. Auch aufwändige, investigative Recherchen waren nun bezahlbar.
Nicht nur die Zahl der journalistischen Akteure des Muckrakings stiegen in jener Zeit an. Durch die günstigere Produktion konnten Zeitungen und Zeitschriften nun günstiger in den Verkauf gelangen. Die sinkenden Verkaufspreise hatten zur Folge, dass sich nicht nur die Oberschicht der amerikanischen Bevölkerung Zeitungen und Zeitschriften leisten konnten. Mehr und mehr konnten auch die Mittelschichtler am Konsum von Printmedien partizipieren. Während die Leser der Oberschicht mehrheitlich an feuilletonistischen Inhalten interessiert waren, konnten sich die Leser der Mittelschicht schwerpunktmäßig für alltägliche und praktische Themen begeistern (hard news). Meist waren das Inhalte aus Politik und Wirtschaft.
Bis 1916 stieg die Zahl der Zeitungstitel auf das Maximum von 2461 an. Die Anzahl der Zeitschriften schaffte den Sprung von 1200 auf 5500 verschiedene Titel. 20 Millionen Haushalte wurden nunmehr erreicht, was bei einer Gesamtbevölkerung von 90 Millionen Menschen einen flächendeckenden Bedarf nach Informationen dokumentiert. Die dadurch steigende Konkurrenz in der Printlandschaft sorgte dafür, dass man in den Redaktionen auf Ideensuche ging. Unter den neuen Ideen setzte sich die Konzeption der skandalaufdeckenden Geschichten durch, die das Genre des Muckraking begründeten. Um das Leserinteresse kontinuierlich an sich zu binden, wurden Muckraking-Beiträge als Serien publiziert.

## Eigenschaften von Muckraking-Artikeln
Thematisch waren die Muckraking-Artikel vielfältig angelegt. Nie wurde ein und dasselbe Thema zweimal bedient. Auf anderer Ebene aber gibt es allerdings sehr auffällige Ähnlichkeiten. Das betrifft vor allem die Appellfunktion, welche übergreifend bei beiden dargestellten Exemplaren von Muckraking-Artikeln festzustellen ist. Zunächst verstehen sich die Autoren benannter Artikel darin, die Problemlage zu personalisieren. Jeder Leser fühlt sich beim Aufnehmen der Informationen selber angesprochen. Die Autoren zeigen ferner den unmoralisch handelnden Akteuren aus Gesellschaft und Wirtschaft die Möglichkeiten des Ausmaßes ihres Handelns auf und erwähnten deutlich, welches Ausmaß an Konsequenzen das für den einzelnen Betroffenen haben kann. In der Folge scheuten sie sich auch nicht, dem Leser Tatenlosigkeit zu unterstellen und vorzuwerfen. Ziel war es, ganz im Geiste des Progressivismus, die breite Bevölkerung zum Handeln zu bewegen. Der Reformwillen der amerikanischen Bevölkerung sollte durch dieses Vorgehen entfacht und angestachelt werden.

## Politische Auswirkungen der Muckraking-Ära
Die Frage nach der konkreten und unmittelbaren Einflussnahme der Muckraking-Beiträge auf bestimmte Gesetzesänderungen kann nach aktueller Literaturlage nicht abschließend geklärt werden. Dennoch kann man einige Fälle in Zusammenhang bringen, sodass auch klar wird, dass das Muckraking im Großen und Ganzen nicht nur Teil der Reformperiode war, sondern auch als Katalysator dieser Prozesse angesehen werden kann. Beispielhaft werden einige Zusammenhänge zwischen Muckraking-Artikeln und Gesetzesnachbesserungen dargestellt.
Nach dem  Erscheinen seiner Berichte über die skandalösen Verhältnisse in Schlachthäusern konnte Upton Sinclair wohl mit Zufriedenheit auf den Pure Food and Drug Act blicken, der seinen Forderungen zu großen Teilen Rechnung trägt. Die Änderung wurde dem geltenden US-Gesetz bereits ein halbes Jahr nach Veröffentlichung seines Buches Der Dschungel beigefügt. Des Weiteren wurde seinen Forderungen nach Arbeitsschutzmaßnahmen und Mutterschutz entsprochen, womit diese relativ zügig in den USA Einzug erhielten. Auch die Rechte der breiten Arbeiterschaft wurden durch den Clayton Antitrust Act gestärkt. Unterstützung erhielt Upton Sinclair vor allem durch den damaligen US-Präsidenten Theodore Roosevelt.
Ida Tarbells Berichterstattung über die Standard Oil Company gab den Anstoß zur Verschärfung vom Sherman Antitrust Act, der zwar seit 1890 offiziell bestand, aber bei dessen Umsetzung die Zügel lange Zeit schleifen gelassen wurden. Durch Tarbells Kritik wurde das Bewusstsein für ein bereits bestehendes Gesetz geschärft. Monopolen und marktbeherrschenden Einflussnahmen einzelner Unternehmen wurde somit vorgebeugt.
Ein weiteres Beispiel für eine Gesetzesänderung infolge Muckraking-Aktivitäten stellt der Newspaper Publicity Act dar, der die Stellung der Presse als vierte Staatsgewalt manifestierte.

## Niedergang des Muckraking
Der Niedergang der Muckraking-Ära nach rund 15 Jahren ist zwei Faktoren geschuldet.

### Politische und gesellschaftliche Faktoren
Als erstes sind die politischen Faktoren zu benennen. Der Präsidentschaftswahlkampf zwischen Theodore Roosevelt, Woodrow Wilson und Eugene Debs spaltete die bis dato politisch homogene Muckraking-Szene. Die Wahlschlappe Roosevelts hatte am Ende negativen Einfluss auf den Fortgang des Muckrakings, da dieser sich mit der Zeit zentrale Aspekte der Muckraking-Bewegung zu Eigen gemacht und vertreten hatte.
Ein weiterer zentraler Punkt des Niedergangs war der Eintritt der USA in den Ersten Weltkrieg, wodurch sich der Schwerpunkt des Interesses von der Innen- auf die Außenpolitik verschob. Die Geschehnisse an der europäischen Front wurden interessanter und überlagerten innenpolitische Ereignisse. Mit dem Abnehmen der Muckraking-Aktivitäten verbunden ist auch das schwindende Leserinteresse an skandalträchtigem Material. In der Bevölkerung ließ sich eine gewisse „Skandalmüdigkeit“ feststellen. Durch die Masse an aufgedeckten Skandalen schwand das Besondere und die Attraktivität der einzelnen Artikel.

### Wirtschaftliche Faktoren
Wirtschaftliche Bedingungen gingen mit den oben beschriebenen politischen Faktoren einher. Die Auflagenzahlen und Titelvielfalt hatte im Jahre 1910 ihren Zenit überschritten, danach sanken die Zahlen für den Zeitraum einer Dekade. Wie schon erwähnt bewegten sich die Herausgeber von Muckraking-Medien auf dünnem finanziellen Eis und waren zunehmend Umsatzeinbußen ausgesetzt. Die zunehmenden Finanzprobleme der Zeitungen und Zeitschriften führten entweder zum Konkurs, oder dazu, dass sie von größeren Medienkonzernen „aufgefressen“ wurden. Die übergeordneten Konzerne duldeten zumeist keine übermäßig kritischen Berichterstattungen, sodass die redaktionellen Inhalte relativiert werden mussten.

## Gegenwart des Muckraking
Zwar fand die Muckraking-Ära um 1917 ein erstes Ende, doch es gab und gibt bis in die Gegenwart Journalisten und Publikationen, die – der Muckraker-Tradition folgend – verborgene Missstände aufgedeckt und Veränderungen durch die demokratische Öffentlichkeit bewirkt haben. Daran angelehnt ist Muckraker auch der Titel der Mitgliederzeitung des investigativen Journalistenverbands Netzwerk Recherche. Der bekannteste deutsche Vertreter dieser Form des Journalismus ist Günter Wallraff.
Katherine Mayo, Gustavus Myers, später Eric Schlosser sind ebenso Vertreter der Gattung. Seymour Hersh erlangte über die letzten Dekaden Popularität durch eine Vielzahl von Enthüllungen, zuletzt unter anderem durch seine Recherchen zum Abu-Ghuraib-Folterskandal.